# Luca Bramati
Luca Bramati (Vaprio d'Adda, 6 novembre 1968) è un ex ciclocrossista e mountain biker italiano.
Nella stagione 1995-1996 vinse la Coppa del mondo di ciclocross e il Superprestige. Fu terzo nei Campionati del mondo di ciclocross del 1996 e del 1997. Egli ha anche gareggiato in mountain bike nel cross country conquistando la medaglia di bronzo ai campionati del mondo 1997.
È cugino dell'ex professionista di ciclismo su strada Davide Bramati.

## Palmarès

### Ciclocross
- 1995-1996

Cyclo-Cross de Dijon (Digione)
Vlaamse Druivenveldrit, 6ª prova Superprestige (Overijse)
Cyclo-Cross Wangen, 1ª prova Coppa del mondo
Internationale Veldrit Heerlen, 2ª prova Coppa del mondo
Ciclocross di Variano, 3ª prova Coppa del mondo
Grossen Preis von Wetzikon, 9ª prova Superprestige (Wetzikon)
Classifica finale Superprestige
Classifica finale Coppa del mondo
- 1996-1997

Vlaamse Druivenveldrit, 4ª prova Superprestige (Overijse)
Grossen Preis von Wetzikon, 8ª prova Superprestige (Wetzikon)
Ciclocross di Padova
- 1997-1998

Ciclocross di Gabicce Mare
- 2000-2001

Ciclocross di Wängi
Ciclocross di Serramazzoni
Ciclocross di Bolzano
- 2001-2002

Ciclocross di Roncola di Treviolo
- 2002-2003

Ciclocross di Clusone

### Mountain bike
- 1995

10ª prova Coppa del mondo, Cross country (Roma)
- 1997

1ª prova Coppa del mondo, Cross country (Napa Valley)

## Piazzamenti

### Competizioni mondiali
- Campionati del mondo di ciclocross

Corva 1993: 10º
Eschenbach 1995: 11º
Montreuil 1996: 3º
Monaco di Baviera 1997: 3º
Middelfart 1998: 15º
Poprad 1999: 29º
Sint-Michielsgestel 2000: 33º
Zolder 2002: 15º
Monopoli 2003: 19º
- Campionati del mondo di mountain bike

Château-d'Œx 1997 - Cross Country: 3º